# Distretto di Chancaybaños
Il distretto di Chancaybaños è uno degli undici distretti  della provincia di Santa Cruz, in Perù. Si trova nella regione di Cajamarca e si estende su una superficie di 120,04 chilometri quadrati.

Istituito il 18 settembre 1942, ha per capitale la città di Chancaybaños; al censimento 2005 contava 3.942 abitanti.